# 斑頭綠翅鴨
（學名：Anas flavirostris）是南美洲常見的一種鴨，分布於阿根廷、智利、福克蘭群島、玻利維亞、烏拉圭與巴西，其族群已拓展至南喬治亞，最早於1971年被記錄到在該島繁殖。黄嘴鸭棲息於淡水濕地，偏好生存在沼澤等不流動的水體中。因其分佈廣泛且在當地數量繁多，被IUCN列為無危物種。

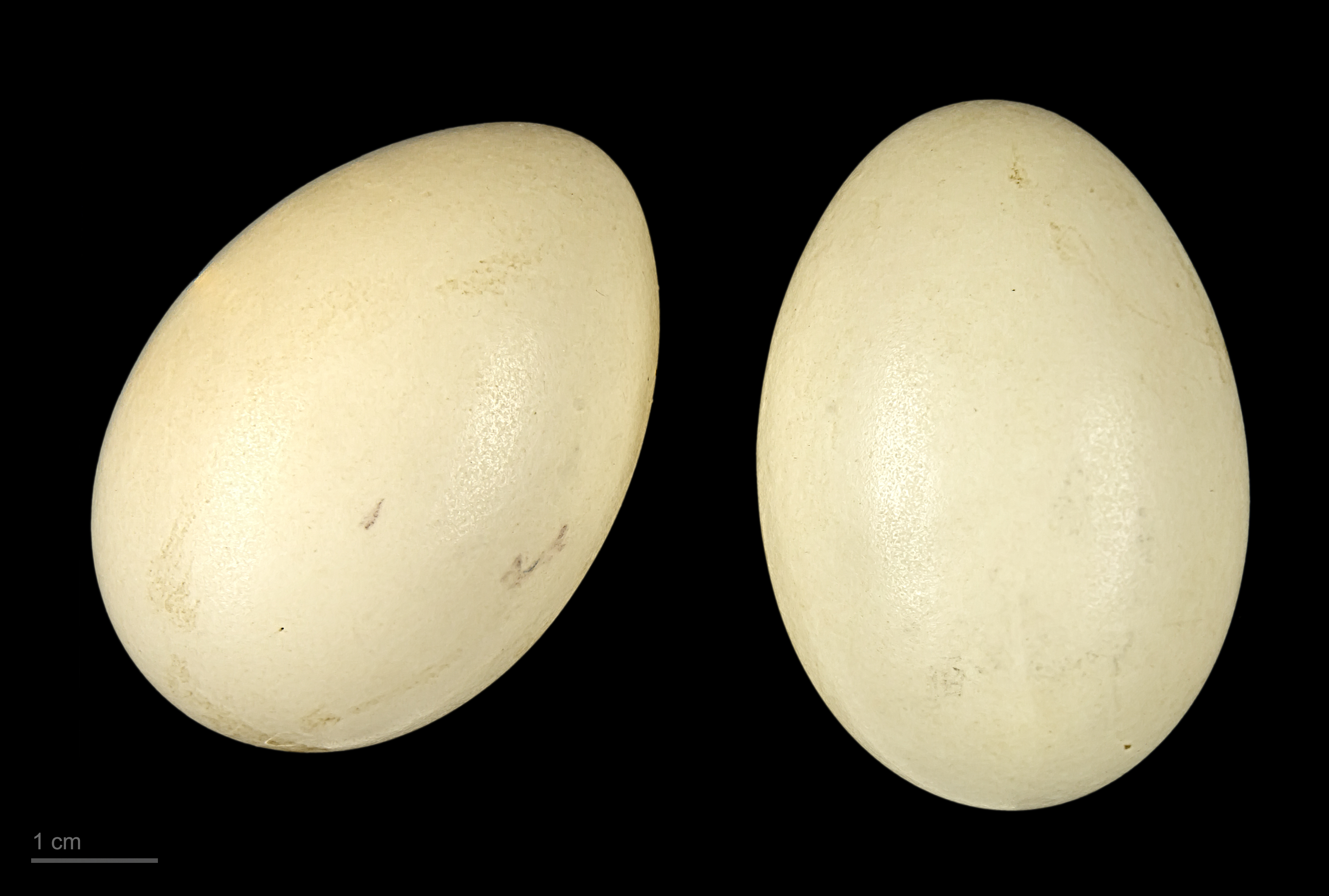
黄嘴鸭亞種Anas flavirostris oxyptera的蛋

## 形態
黄嘴鸭體長約38公分，雌雄外形相似，在水邊的草地隱密處築巢，可產五至八顆蛋，一般於八月左右築巢生蛋，翌年四月小鴨即長出飛羽。黄嘴鸭外形與一種較少見但喙部亦為黃色的的鴨類黃嘴針尾鴨相似，兩者分佈範圍也類似,
但本種會成群出現,
而且體型較小, 脖子較短，頭部較黑.

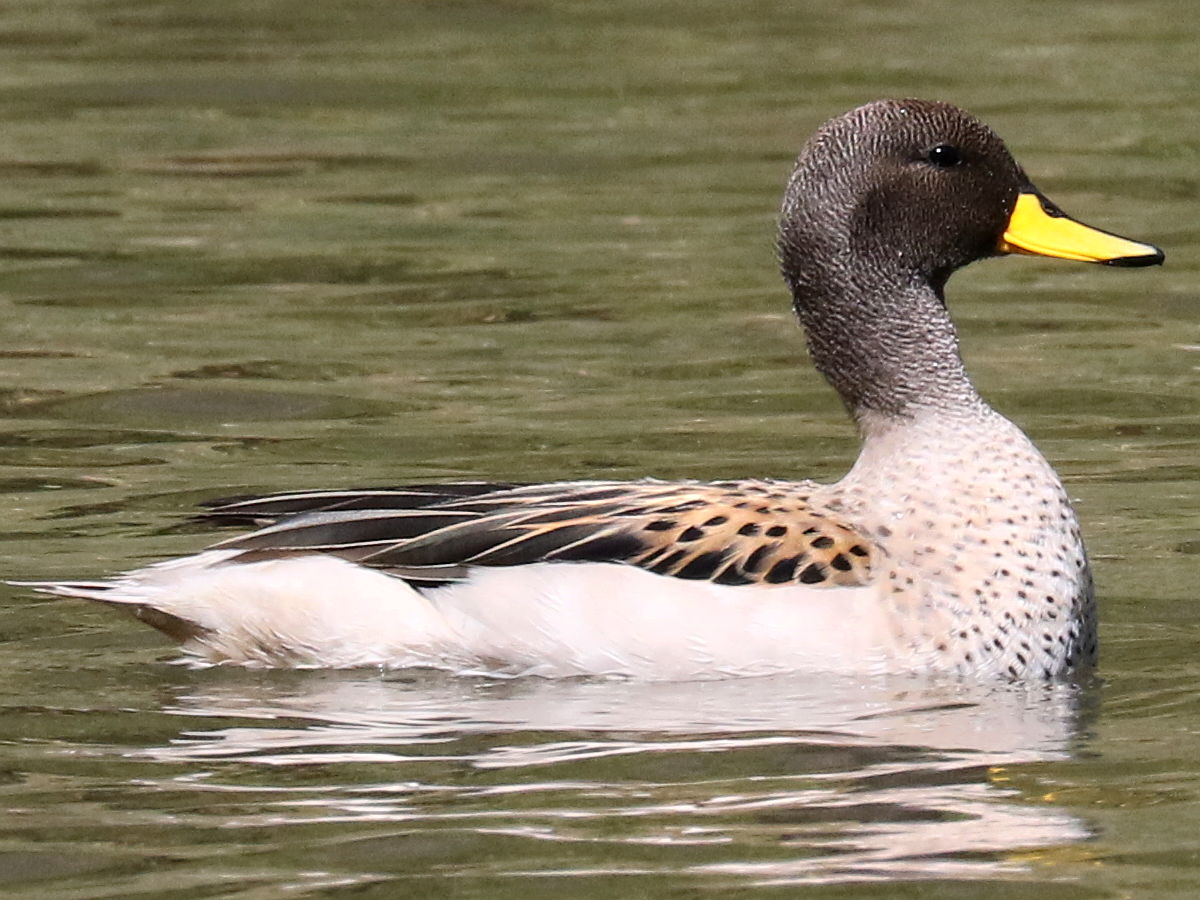
A. f. oxyptera 於 祕魯

## 分類
粒線體DNA序列分析顯示黄嘴鸭與長相與其差異甚大的綠翅鴨親緣關係最為接近。黄嘴鸭黃色的喙部相當特別，另外這種鴨還有一項特別之處是交配完後，公鴨會伸展身體並在母鴨周圍或身邊游動。
黄嘴鸭有兩個亞種：
- Anas flavirostris oxyptera （Meyen 1834）：分布於祕魯中部至智利北部與阿根廷等處的高地。
- Anas flavirostris flavirostris （Vieillot, 1816）：分布於南美洲南部，最北至巴西南部與阿根廷北部，也出現在福克蘭群島。

另外，黄嘴鸭過去曾被認為與斑头鸭是同種，之後分類學家漸一致認為兩者為不同物種，而將班頭鴨獨立分出。